# Guanling-Mausoleum
Guanling (chinesisch 關陵 / 关陵, Pinyin Guānlíng, englisch Guanling mausoleum/Guan Ling tomb etc.) bzw. das Guanling-Mausoleum, Guan-Mausoleum, Guan-Yu-Grab usw. in der Stadt Dangyang der bezirksfreien Stadt Yichang in der chinesischen Provinz Hubei ist die Grabstätte von Guan Yu (关羽), der hier ohne seinen Kopf bestattet worden sein soll (der in Guanlin ruht). Die Stätte des dort errichteten Tempels hat eine über 1700-jährige Geschichte und geht auf die Zeit der Drei Reiche zurück.
Der Legende nach soll Guan Yus Kopf in der Guanlin-Stätte in Luoyang begraben sein, und sein Körper auf dem Yuquan Shan in Dangyang.
Das Guanling-Mausoleum (Guanling) steht seit 2006 auf der Liste der Denkmäler der Volksrepublik China (6-270).
Es zählt mit dem Guandi-Tempel von Xiezhou (in Yanhu, Yuncheng, Provinz Shanxi) und dem Guanlin-Tempel (bzw. Grab des Kopfes in Luolong, Luoyang, Provinz Hebei) zu den drei großen Guan-Yu-Tempeln Chinas.